# Sebastiano Ricci

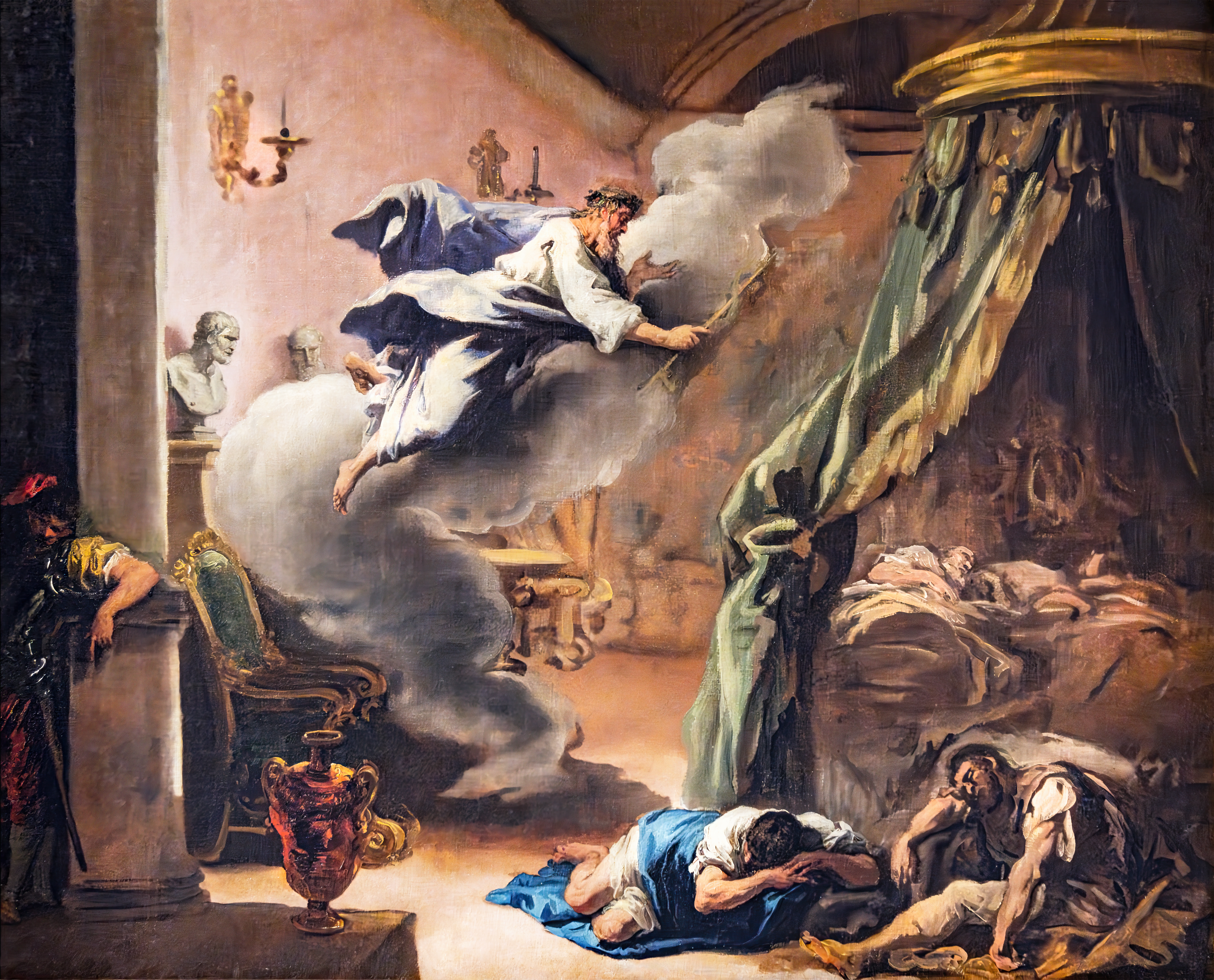
Sen Eskulapa (ok. 1718)

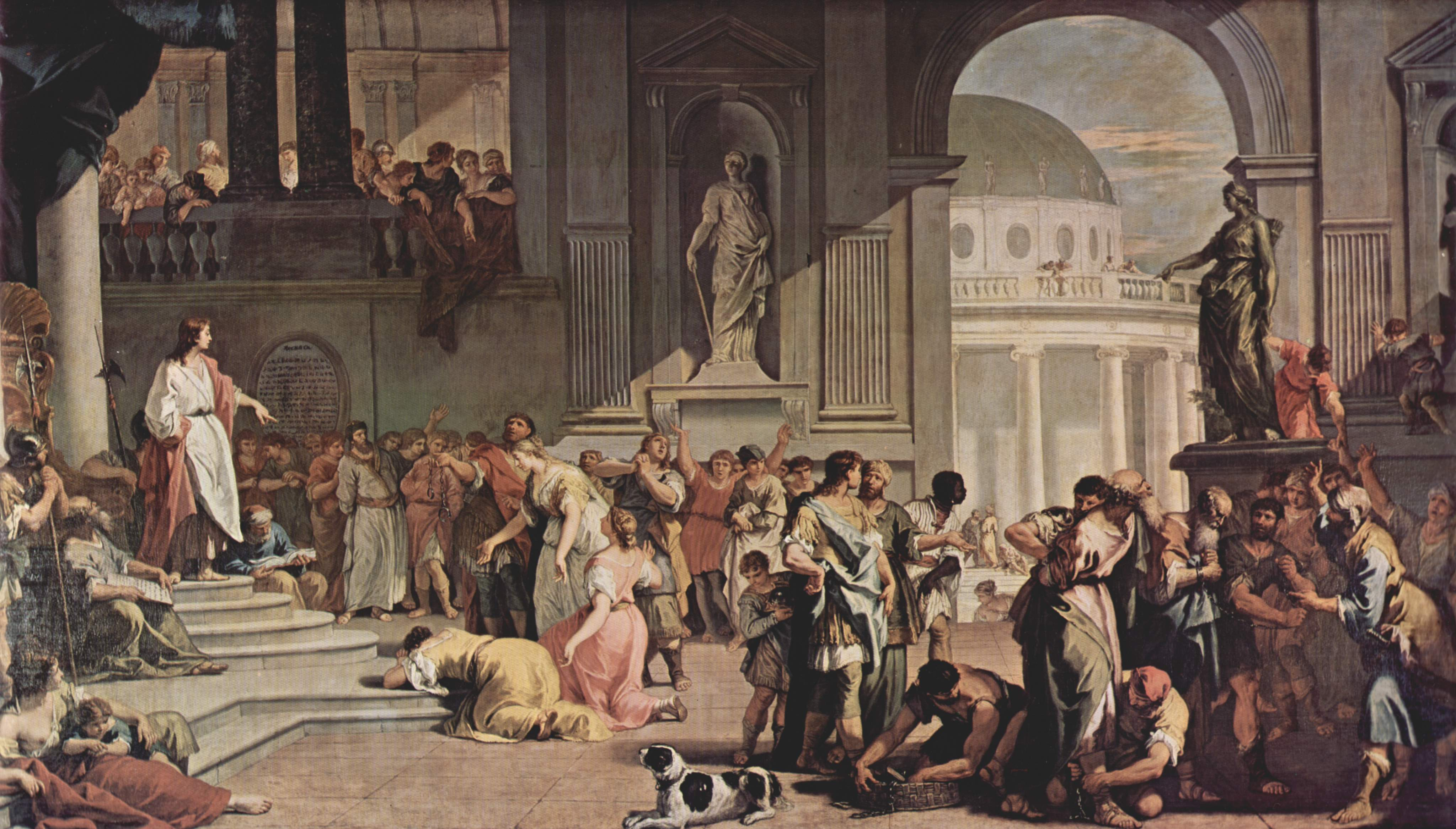
Zuzanna przed sądem Daniela (1726)

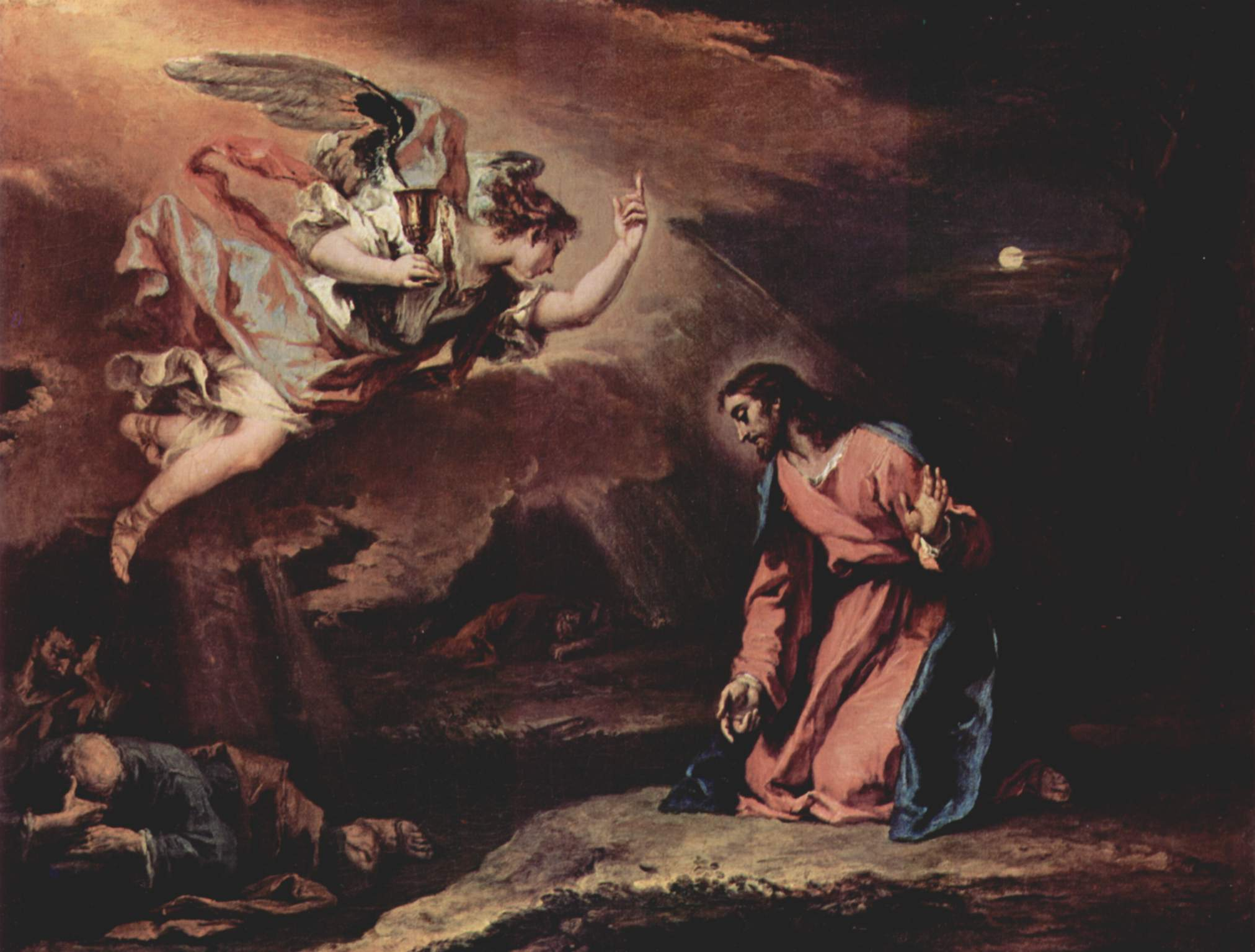
Chrystus na Górze Oliwnej (ok. 1730)

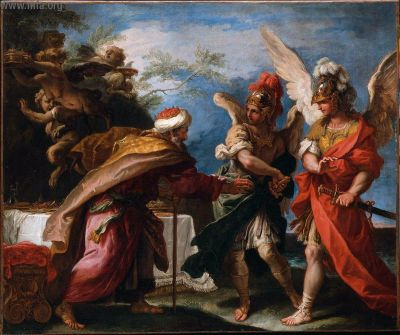
Fineus z synami Boreasza

Sebastiano Ricci (ur. przed 1 sierpnia 1659 (data chrztu) w Belluno, zm. 15 maja 1734 w Wenecji) – włoski malarz okresu rokoka, twórca malarstwa dekoracyjnego.
Studiował w Wenecji u Federica Cervellego i Sebastiana Mazzoniego. Od późnych lat 70. pracował u Giovanniego dal Sole (1654-1719) w Bolonii. Wspierany przez księcia Ranuccia II Farnese, otrzymywał liczne zlecenia w Rzymie, gdzie mieszkał przez wiele lat. Działał także we Florencji, Mediolanie (gdzie zetknął się a Alessandrem Magnasco) oraz w Wenecji. Ponadto dłużej przebywał w Wiedniu (1701-3), ponownie we Florencji (1706-7) oraz w Londynie (1711-1716), gdzie pracował dla lorda Burlingtona. Do Wenecji powrócił w 1718.
Wykonywał obrazy sztalugowe i ołtarzowe. Malował kompozycje religijne, mitologiczne i alegoryczne. Jego dzieła odznaczają się efektami iluzjonistycznymi i jasną paletą barwną.
Jego bratanek Marco Ricci był pejzażystą.

## Wybrane dzieła
- Papież Paweł III przygotowujący sobór trydencki – (1687-88), Piacenza, Museo Civico
- Alegoria dnia: Południe – (1699-1704) Wenecja, Fundacja Querini Stampalia
- Bogowie olimpijscy (ok. 1700) – Berlin, Gemaeldegalerie
- Wniebowstąpienie (1702) – Drezno, Gemaeldegalerie
- Wielkoduszność Scypiona (ok. 1705) – Londyn, Royal Collection
- Ukaranie Amora (1706-7) – Florencja, Palazzo-Maruzelli-Fenzi
- Alegoria Toskanii (1706) – Florencja, Uffizi
- Madonna z Dzieciątkiem i świętymi (1708) – Wenecja, San Giorgio Maggiore
- Zaślubiny Bachusa i Ariadny (ok. 1711) – Pommersfelden, Kolekcja Grafa von Schoenborn
- Medoro i Angelika (1713-29) – Sibiu, Brukenthal Museum
- Alegoria Francji: Triumf mądrości nad ignorancją (1718) – Paryż, Luwr
- Zjawa nocna lub Sen Eskulapa (ok. 1718) – Wenecja, Accademia
- Batszeba w kąpieli (ok. 1720) – Budapeszt, Muzeum Sztuk Pięknych
- Ofiara dla Westy (1723) – Drezno, Gemaeldegalerie
- Zuzanna przed sądem Daniela (1724) – Turyn, Galleria Sabauda
- Batszeba w kąpieli (ok. 1725) – Berlin, Gemaeldegalerie
- Mojżesz wydobywający wodę ze skały (1726) – Turyn, Galleria Sabauda
- Chrystus na Górze Oliwnej (ok. 1730) – Wiedeń, Kunsthistorisches Museum
- Estera przed Aswerusem (ok. 1730) – Londyn, National Gallery
- Niepokalane Poczęcie (1730) – Wenecja, San Vitale
- Autoportret (1731) – Florencja, Uffizi
- Estera przed Aswerusem (1733) – Rzym, Kwirynał
- Wniebowzięcie Marii –  1733, olej na płótnie, 95 × 51,5 cm, Muzeum Sztuk Pięknych w Budapeszcie, Budapeszt
- Wniebowzięcie (1734) – Wiedeń, Karlskirche
- Niezgoda podżegająca do walki dwóch wojowników – Piacenza, Muso Civico
- Wniebowstąpienie – Rzym, SS. XII Apostoli